# プードル
プードル（英: poodle、仏: caniche、独: Pudel）は、水中回収犬、鳥獣猟犬や愛玩犬（ペット）として飼育される犬種。
古くからヨーロッパで広くみられ、特にフランスでの人気が高く、「フレンチ・プードル」と呼称されることもある。ジャパンケネルクラブ（JKC）では家庭犬、愛玩犬として分類されている。毛色はホワイト、ブラック、グレー、レッドを代表に、ブラウン、シルバー、アプリコットなど様々なものがあり、また国際畜犬連盟（FCI）の定めによれば、大きさによって「トイ」、「ミニチュア」、「ミディアム」、「スタンダード」の4種類に分類される。一般的に利口であり、ブリティッシュコロンビア大学の研究によると知能の高さにおいては全ての犬種のなかでボーダー・コリーに次ぐ第2位であるとされる。　　
飼いやすさ、知能の高さで全犬種人気ランキングで不動の1位を獲得している。2019年1月から12月の間でプードル合計74240頭が登録されている（トイ72941、ミニチュア156、ミディアム163、スタンダード980の配分である）。

## 歴史
起源については不明な部分が多い。非常に古くからヨーロッパ各地にみられ、原産地を特定することは困難であるが、フランスで人気を博したことから、フランス原産とするのが一般的である。一方、「プードル」の語源はドイツ語の「pudel」（プデル、水中でバチャバチャと音を立てる）であり、ドイツから移入された水辺の猟を得意とする犬が先祖犬であるとされる。また、南ヨーロッパのウォーター・ドッグ（水中作業犬）との混血説もある。
プードルは泳ぎが得意で、もともとは鴨猟の回収犬として用いられていた。フランス語のカニシュは「カモを獲る犬」の意である。その後は、フランスやイギリスなどで小型化が行われ、次第に美的な要素も加味されて、今日の愛玩犬となった。フランスでは16世紀ごろから上流階級の婦人のあいだでプードル（カニッシュ）の人気が高まり、ミニチュア・サイズのプードルが作出された。17世紀にはイギリスの初代カンバーランド公ルパートが愛犬（ボーイ）として飼育していた。18世紀後半のルイ16世の時代には、トイ・プードルも作出された。また、この頃ゲーテのファウストの作中にも黒のプードルが登場する。第二次世界大戦では、救助犬としても活躍した。

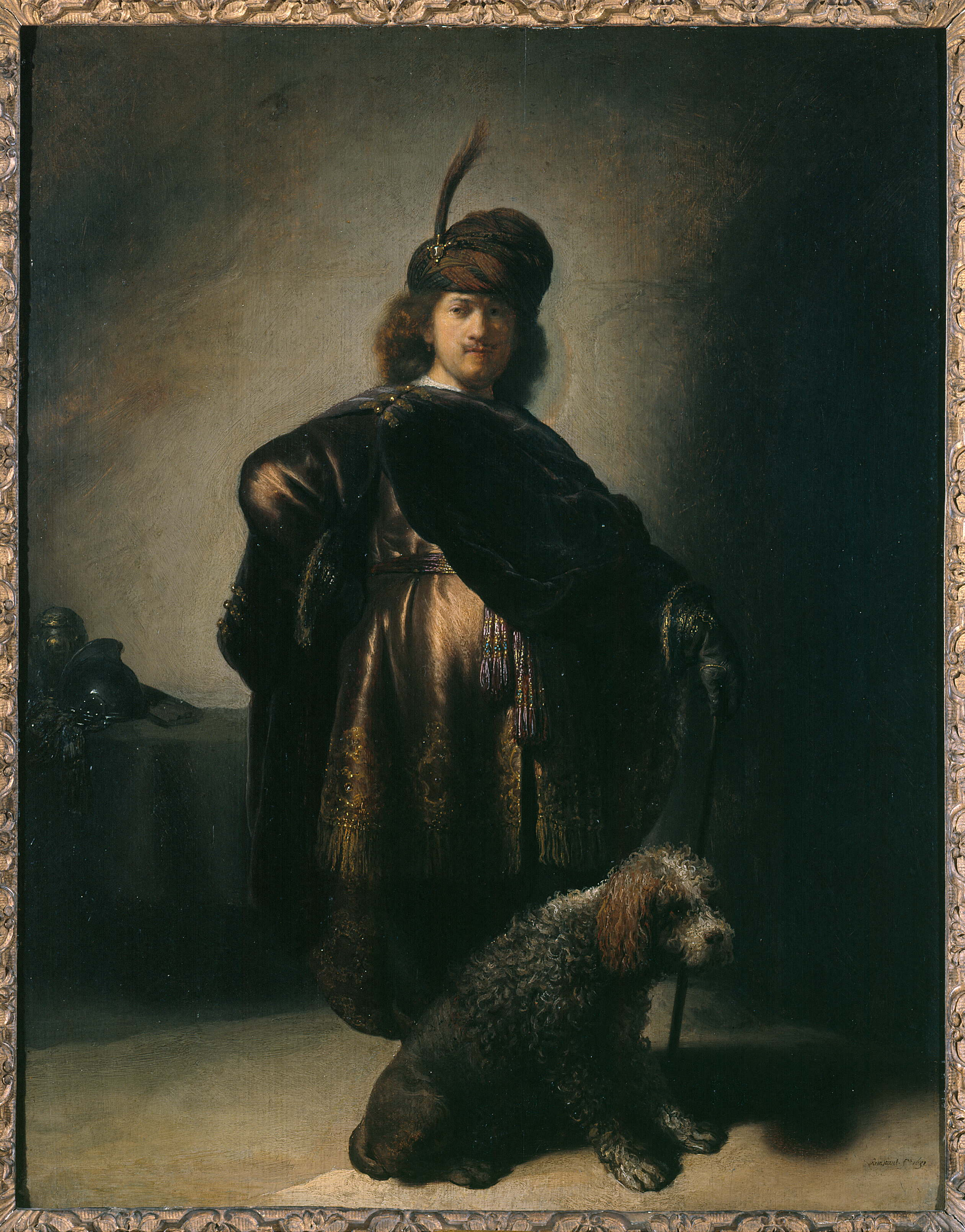
レンブラントの「東方風衣装をまとい、プードル犬を連れた自画像」1632年頃

日本での飼育は1949年、アメリカから黒のミニチュア・プードル等の3頭が輸入されたのが始まりである。2000年代に入ると爆発的な人気を得て、2008年度にはジャパンケネルクラブの犬籍簿登録数が全犬種中第1位となった（86,913頭）。内訳は、トイ種が85,641頭、ミニチュア種が90頭、ミディアム種が9頭、スタンダード種が1,173頭であり、最も小型のトイ・プードルが大多数を占める。

## 分類
プードルは古来から飼育環境に合わせ様々に改良されてきたため、多様なサイズがあるが、国際畜犬連盟（FCI）が定めるプードルのサイズ分類は、以下の4種のみである。
スタンダード・プードル
オリジナルサイズのプードル。もともとリトリーバーとして主人が撃ち落とした鳥を回収するのに使われていた。現在は介助犬としても活躍している。体高45 - 60cm、体重15 - 19kgの中型犬。
ミディアム・プードル
ドッグショーにおけるサイズの過密を解消するために近年指定されたサイズのプードルである。FCIやこれを踏襲するジャパン・ケネルクラブ（JKC）等では認定されているが、ミディアムサイズを指定していない国も多いため、混乱も発生している。体高35 - 45cm、体重8 - 15kgの中型犬。
ミニチュア・プードル
サーカスや家庭で芸を仕込むために、飼いやすいようスタンダードサイズのものを小型化したもの。日本ではあまり馴染みはないが、アメリカなどでは人気が高い。体高28 - 35cm、体重5 - 8kgの小型犬。
トイ・プードル
ミニチュア・プードルを純粋に愛玩犬として飼育するために更に小型化したもの。はじめは奇形がよく現れたが、改良の結果犬質が安定した。体高26 - 28cm、体重3kg前後の小型犬。
その他に、主要畜犬団体公認の犬種ではないが、体高25cm以下、体重2～3kgの小さなプードルはタイニープードルと呼ばれている。これも同じく主要畜犬団体公認の犬種ではないが、体高23cm以下、体重2.7kg以下のとても小さなプードルがティーカッププードルと呼ばれている。アメリカの雑誌で生後1ヶ月程度の仔犬がティーカップに入った写真が紹介され、それが話題となり、世界的に認知されるようになった。一部のブリーダーはティーカップ・プードルの団体を設立しているが、小型化のために食事制限をさせたり、長期にわたって低カロリーの食事を与え続けることで、ティーカップサイズに見せかけて販売しようとするブリーダーやショップ関係者も存在する。これらによるものは健康管理が難しく、成長すると普通のトイ・プードルのサイズになってしまう場合がある。その他愛玩犬として愛されるトイ・プードルも警察犬になるなど、訓練次第で素晴らしい能力を発揮する例もある。

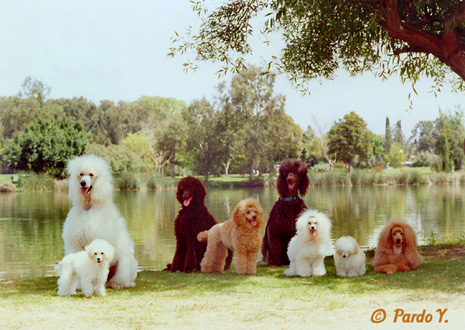
様々なプードル

## 特徴
巻き毛で毛は抜けにくい。抜け毛や犬特有の体臭もほとんど無いことが家庭犬としての人気の理由の一つであり、またその性質を受け継がせるために、他の犬種との交配による交雑犬や別犬種の作出も盛んである（プードル・ハイブリッド）。その一方で、非常に毛が絡みやすく、毛玉ができやすいため毎日のブラッシング、定期的なトリミングが欠かせない。
ジャパンケネルクラブで認可される毛色はホワイト、ブラック、グレー、ブラウン、レッドフォーン(レッド)、ペールフォーン(クリーム、カフェオレ)、オレンジフォーン(アプリコット)、単色の毛色（ソリッド・カラー）以外は失格としている（ただし、胸の白斑やグレーの成長過程の濃淡は許容範囲とされる）。
「ブルー」「ベージュ」「シルバーベージュ」はスタンダード外のものとし除外される。
基本となる三原色はホワイト、ブラック、ブラウンで、これら三色を元にその他の中間色が生まれた。中間色は生後1ヶ月前後から退色が始まり、徐々にまたは急速に毛色が変化していく。ひとつの毛色の中でも、たとえばホワイトのプードルでも純白からクリームがかったビスケット色まで個体差が激しい。アメリカンケネルクラブでは、二色以上の毛色の犬を「パーティ・カラー」としている。
尾は太く長く上向きに伸びる。18世紀頃のヨーロッパでは他の犬に噛まれることでの狂犬病の予防や狩猟時の怪我防止になるとして断尾が行われていた。イギリスのジョージ王朝では犬の断尾をした場合減税されるなどの法律が成立し、プードルも同様に断尾されていた。現在でも外観上の理由で生後まもなく断尾されることがある。
性格は利口で活発、活動的である。最も知能の高い犬種のひとつであり、躾は入りやすいが、甘えん坊で神経質な一面もある。また気の強さは毛色の順に、レッド（アプリコット）、黒（グレー）、白とする説がある。見た目のかわいらしさ、ゴージャスさや訓練性能の高さから、サーカスなどにも出演する。平均寿命は12 - 13歳。かかりやすい病気として、膝蓋骨脱臼、進行性網膜萎縮症（PRA）、流涙症、レッグ・ペルテス・パーセス症、外耳炎、てんかんがある。
美食家としても有名で、餌を与えるのに苦労する一面もある。

### 様々なトリミングスタイル
豊富な被毛からトリミングの技術が生まれ、そのあらゆる基礎技術はプードルが基準になっている。もともとは冷たい水温から心臓と関節を保護する目的で胸部と足首の毛を残し、他の部位は水の抵抗を受けにくいよう刈り込むという、泳ぐための便宜からきたスタイルであった。それが次第にファッション化されてトリミング技術の基礎となり、また数多くのトリミングスタイルが開発されている。
トリマーやトリミングサロンのオリジナル、個々の犬の体型や毛量、シュナウザーやテリア、ビション・フリーゼなどの他犬種に似せたカットなどその数は計り知れない。毛染めを施す場合もある。21世紀に入った頃からの一般家庭では、全体的に均一の長さにカットするテディベアを模したカットが愛らしいとして人気がある。また、近年ではおパンツカットやアルパカカットなど個性的なカットスタイルも多く存在している。

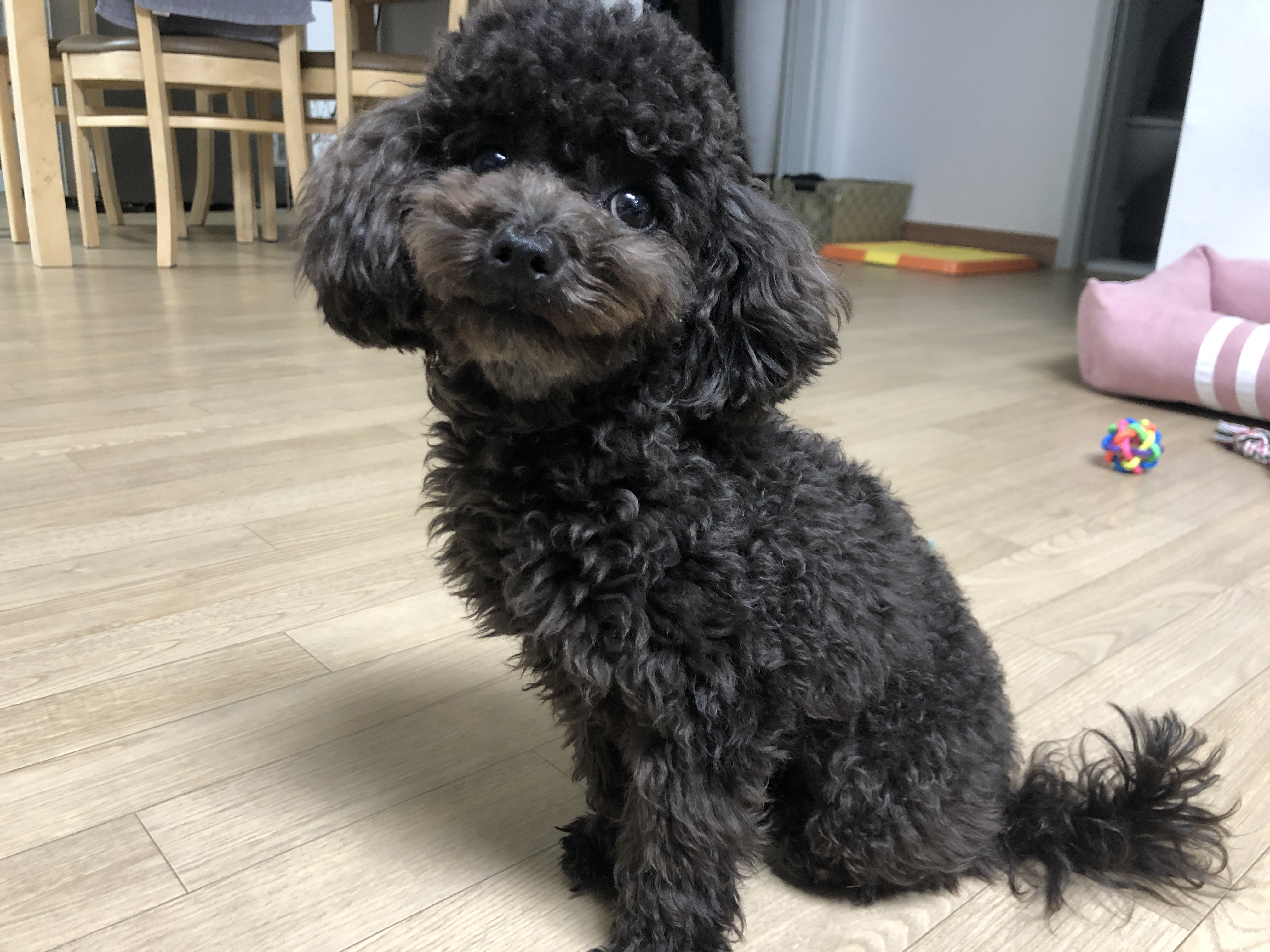
テディベアカット

#### コーデッド・プードル

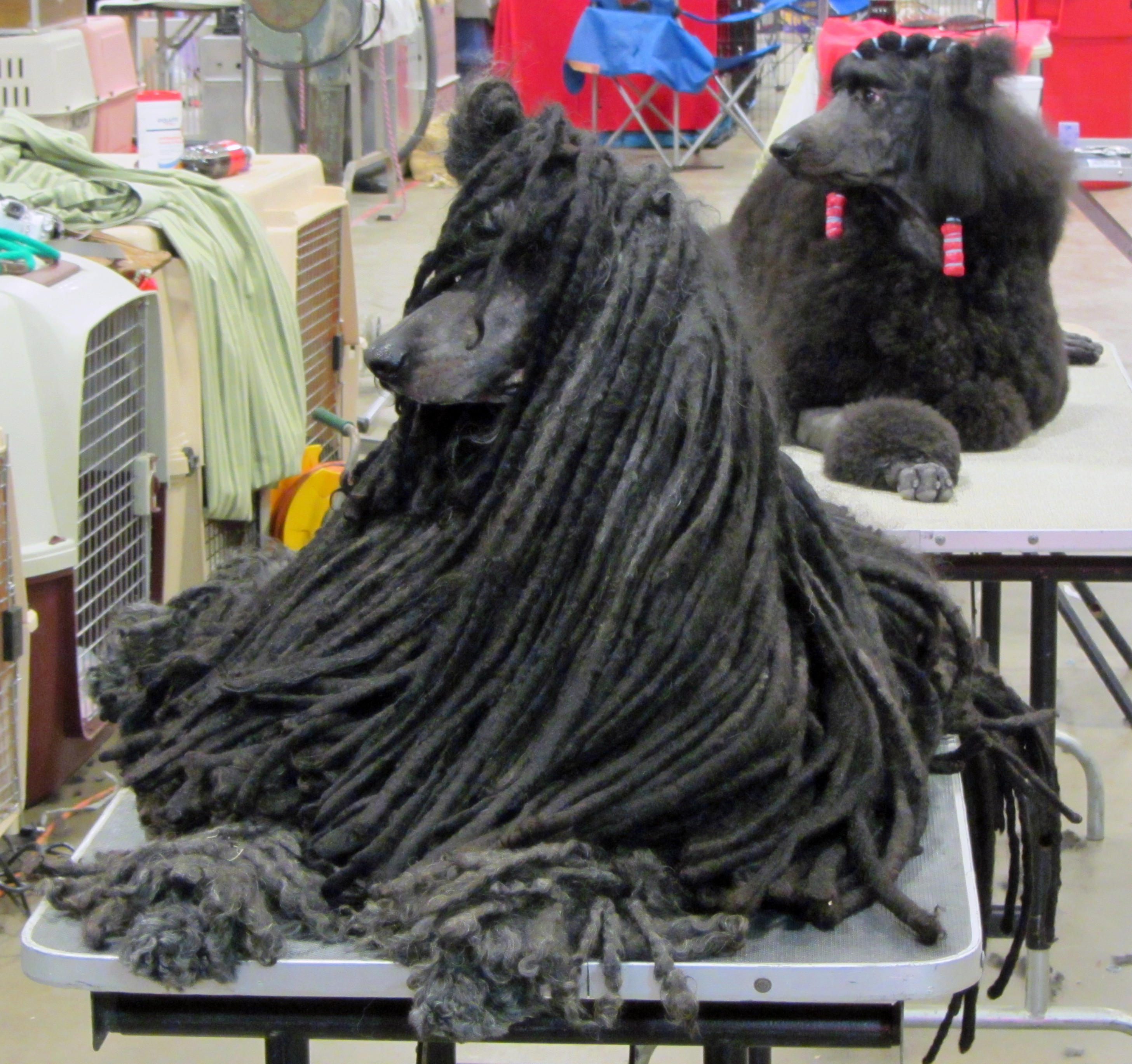
コーデッド・プードル

19世紀のヨーロッパでは、被毛をドレッドロックス状に整えたコーデッド・プードルも多く好まれていた。もとは絡みやすい毛を利用しつつ、冷水から体を守るためになされたものであったが、19世紀にはショードッグとして奇抜なスタイルに整えることが流行し、またフランス風のトリミングを施した「カーリー・プードル」とは別の犬種として区別されていた。しかし、両者に被毛以外の違いは乏しく、1898年にイギリスのザ・ケネルクラブで開催された特別会議において、スタンダード・プードルと同一犬種と決定された。
コーデッド・プードルは定期的に毛に油分を補う必要がある一方で、体を洗うには手間がかかるため、不潔になりがちであり、ショー以外の日常生活では毛をまとめて結わえるために不格好となることなどから、熱狂的な愛好家を除いては飼育頭数は少ない。

## ギャラリー

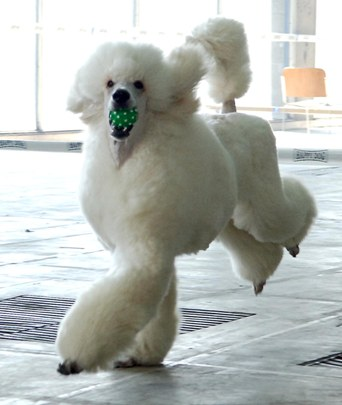
ホワイト
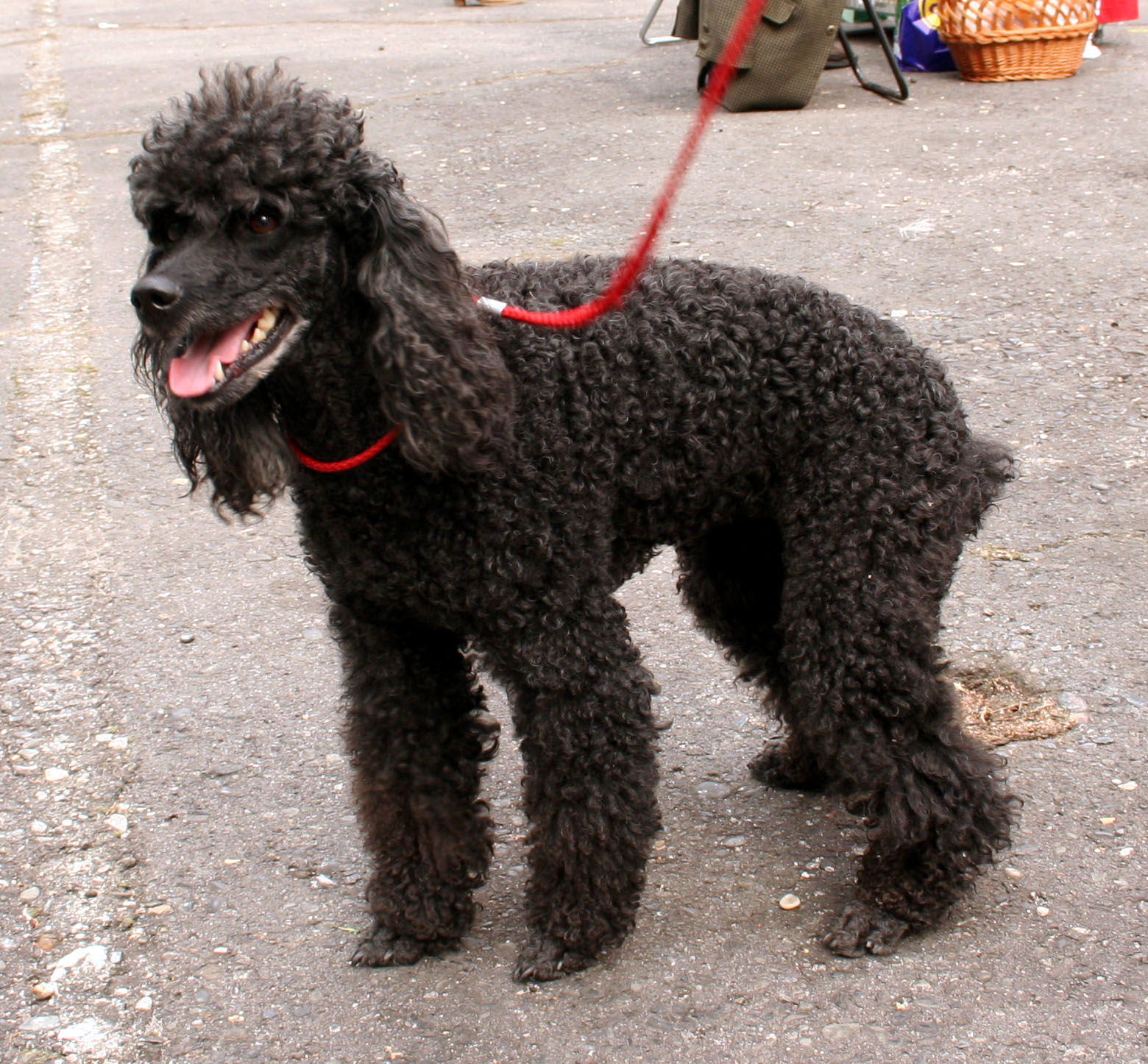
ブラック
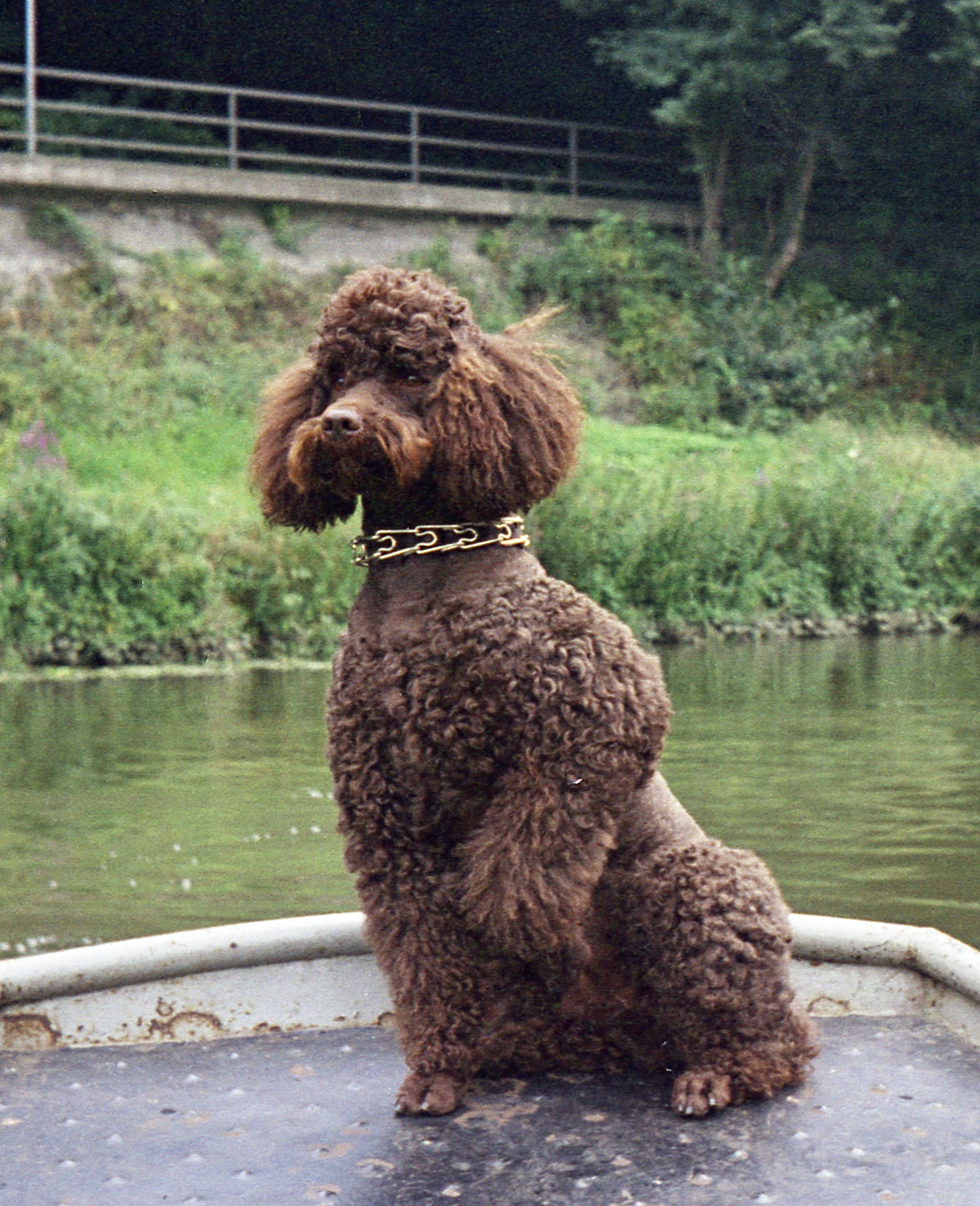
ブラウン
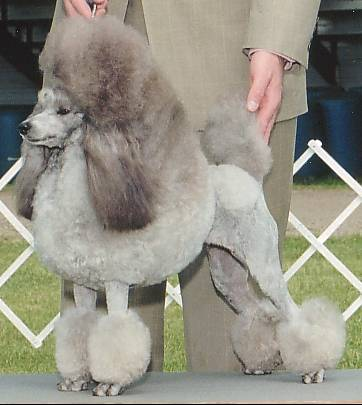
シルバー
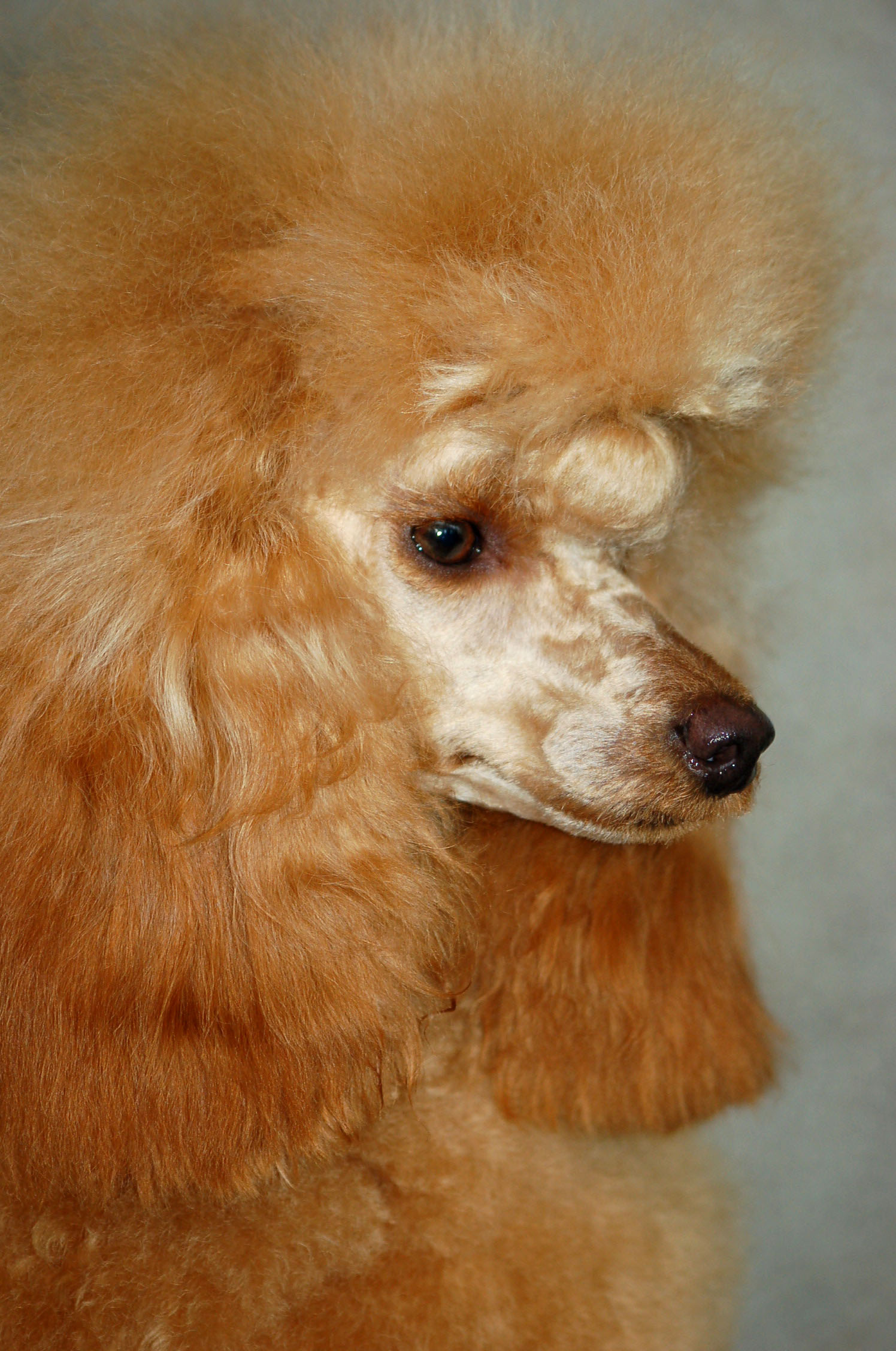
アプリコット
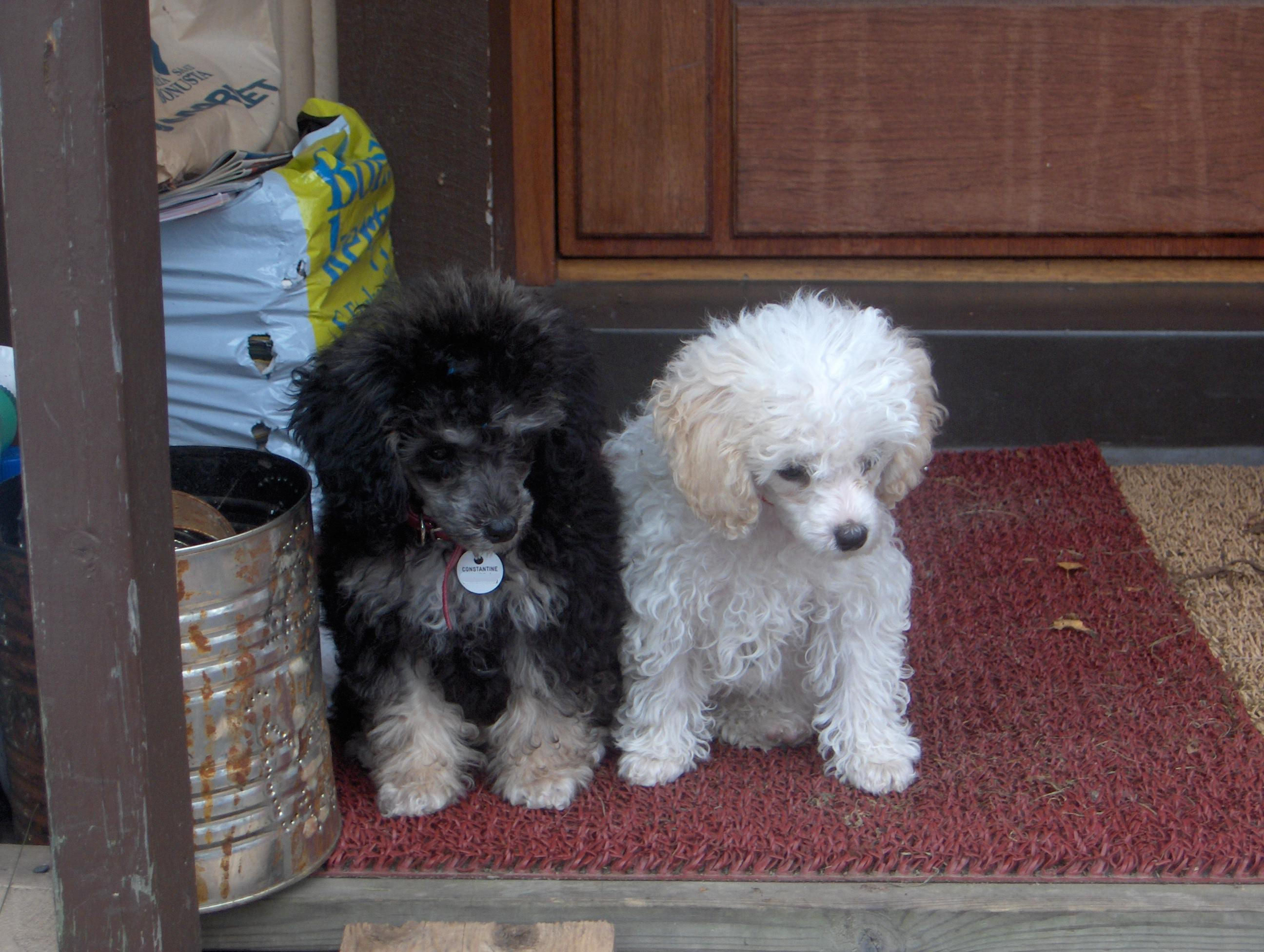
パーティカラーとソリッドカラー
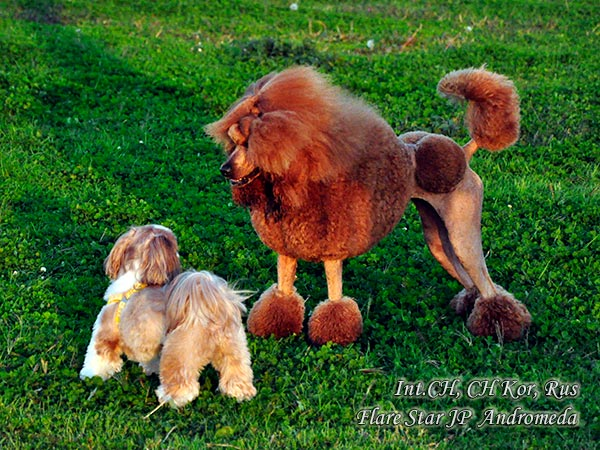
レッド
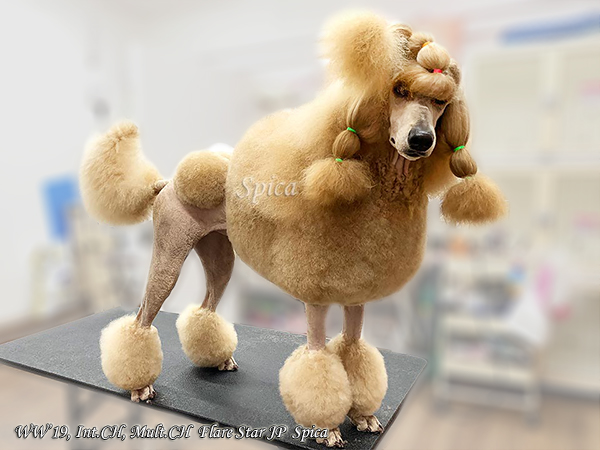
アプリコット